# Chimborazo
Mount Chimborazo nebo Chimborazo je čtvrtohorní stratovulkán. S nadmořskou výškou 6263 metrů jde o nejvyšší horu Ekvádoru. Leží mezi pásmy Východní a Západní Kordillery asi 150 km od hlavního města Quita a 30 km severozápadně od města Riobamba. Při dobré viditelnosti lze Chimborazo zahlédnout až z pobřeží, z města Guayaquil. Sopka je součástí rezervace Reserva de Produccion Faunistica Chimborazo. Chimborazo je zobrazeno na státním znaku Ekvádoru, Simón Bolívar napsal poému, inspirovanou touto horou.
Chimborazo leží nedaleko rovníku a díky zploštění Země je tak jeho vrchol místem na zemském povrchu, které je nejvzdálenější od středu Země.
Sopka je tvořena převážně andezitovými a dacitovými horninami. Před 35 000 roky nastal kolaps při explozi, důkazem toho jsou depozity pyroklastů pod městem Riobamba. Následující erupce vytvořily nový (současný) tvar sopky. Poslední erupce proběhla kolem roku 550 našeho letopočtu.

## Vrcholy
Chimborazo má pět vrcholů – Whymper (6263 m), Veintimilla, Severní vrchol, Centrální vrchol a Východní vrchol. První zdařilý výstup provedl anglický horolezec Edward Whymper v roce 1880. První česká výprava stanula na vrcholu v roce 1972 v rámci expedice Cotopaxi 72.

## Výstup
Výstup na vulkán Chimborazo trvá celkem dva dny s jedním přespáním v ubytovně (nebo v kempu) na hoře v nadmořské výšce kolem 5 000 m. Výstup do ubytovny (kempu) během prvního dne je relativně snadný. Po jeho dokončení máte několik hodin na odpočinek, při troše štěstí i na spánek. Závěrečný noční výstup na vrchol pak začíná obvykle kolem půlnoci, tak abyste se dostali za svítání na vrchol. Jedná se o stoupání po ledovci, ke kterému potřebujete mačky, cepíny a další vybavení. Výstup na vrchol a následný sestup je docela fyzicky náročný a doporučuje se jen zdatným jedincům s patřičným vybavením a dobrou předchozí aklimatizací na menších vrcholech. Vhodná délka aklimatizace je alespoň 3-4 dny.

## Chimborazo v kultuře
- Chimborazo je vyobrazeno na ekvádorském státním znaku
- Chimborazo je motivem básně Simóna Bolívara „Mi delirio en Chimborazo“[9]
- Chimborazo je zmíněna ve vědeckofantastickém románu Roberta A. Heinleina Měsíc je drsná milenka.[10]
- V dalším vědeckofantastickém románu Briana Aldisse a Rogera Penrose Bílý Mars je Olympus Mons přejmenován na Chimborazo a ukáže se, že se nejedná o horu, ale o obrovského živočicha. V tomto románu je také uveden překlad jména Chimborazo jako "strážní věž vesmíru".

## Galerie

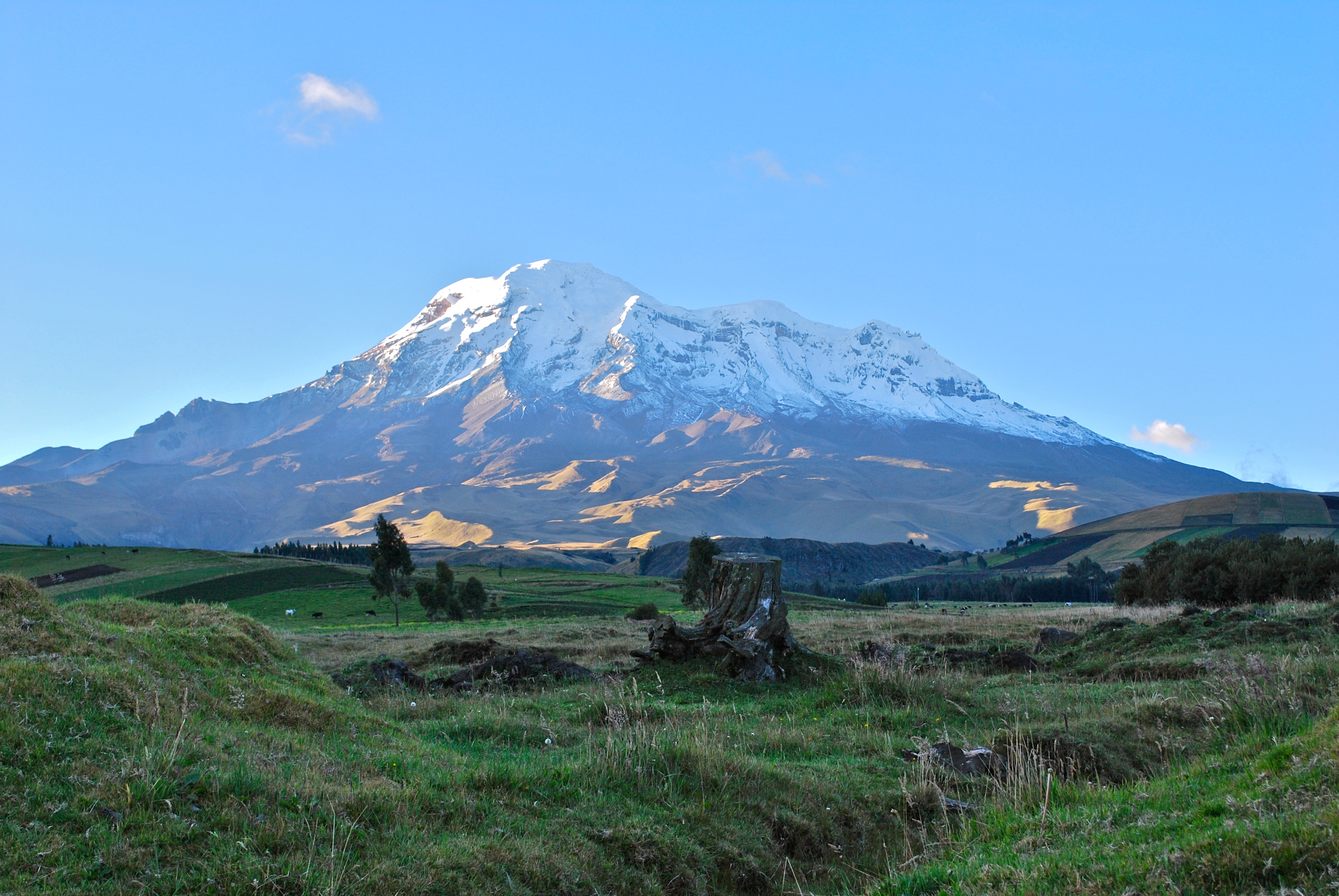
Chimborazo z jihu
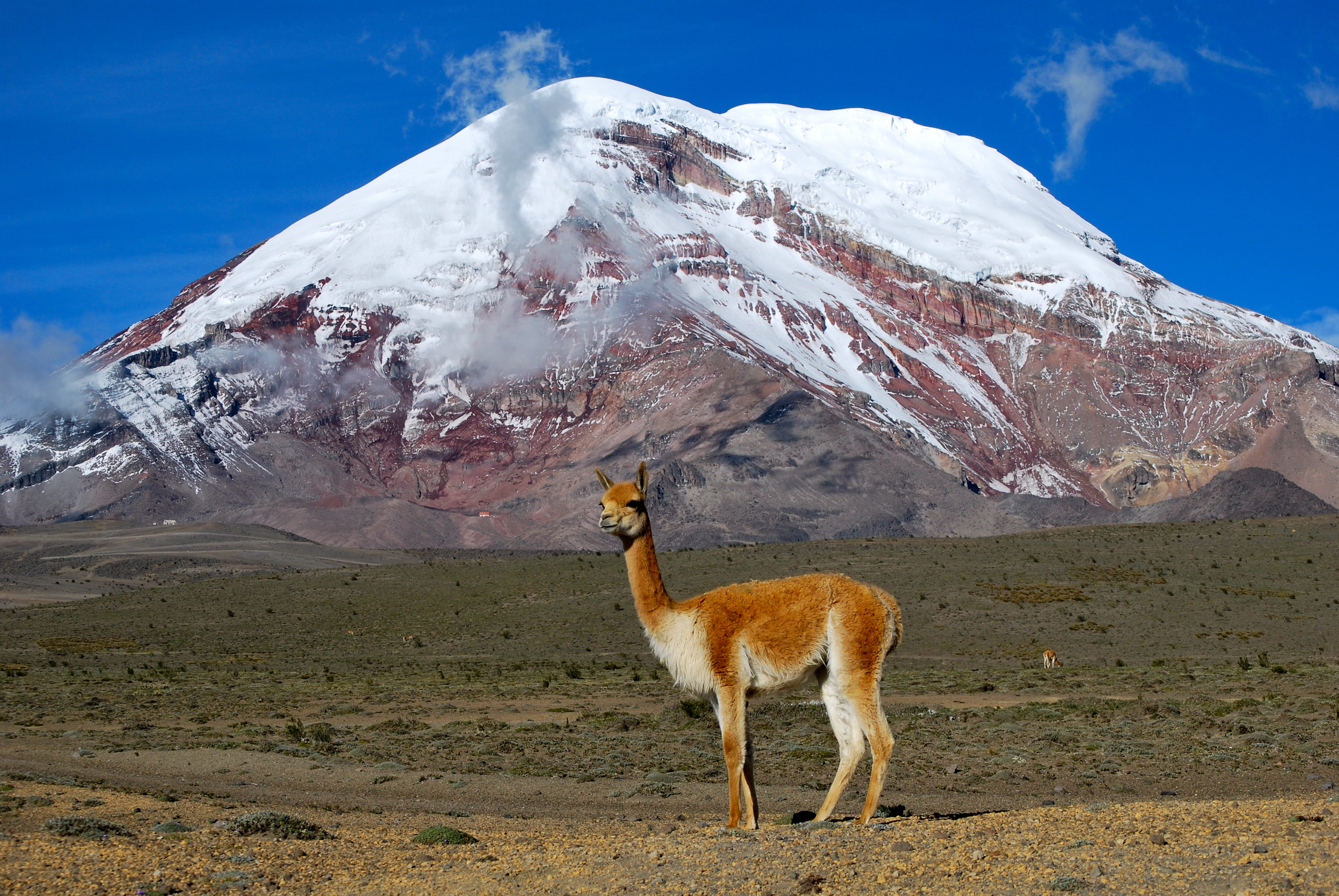
Hora s lamou vikuňa
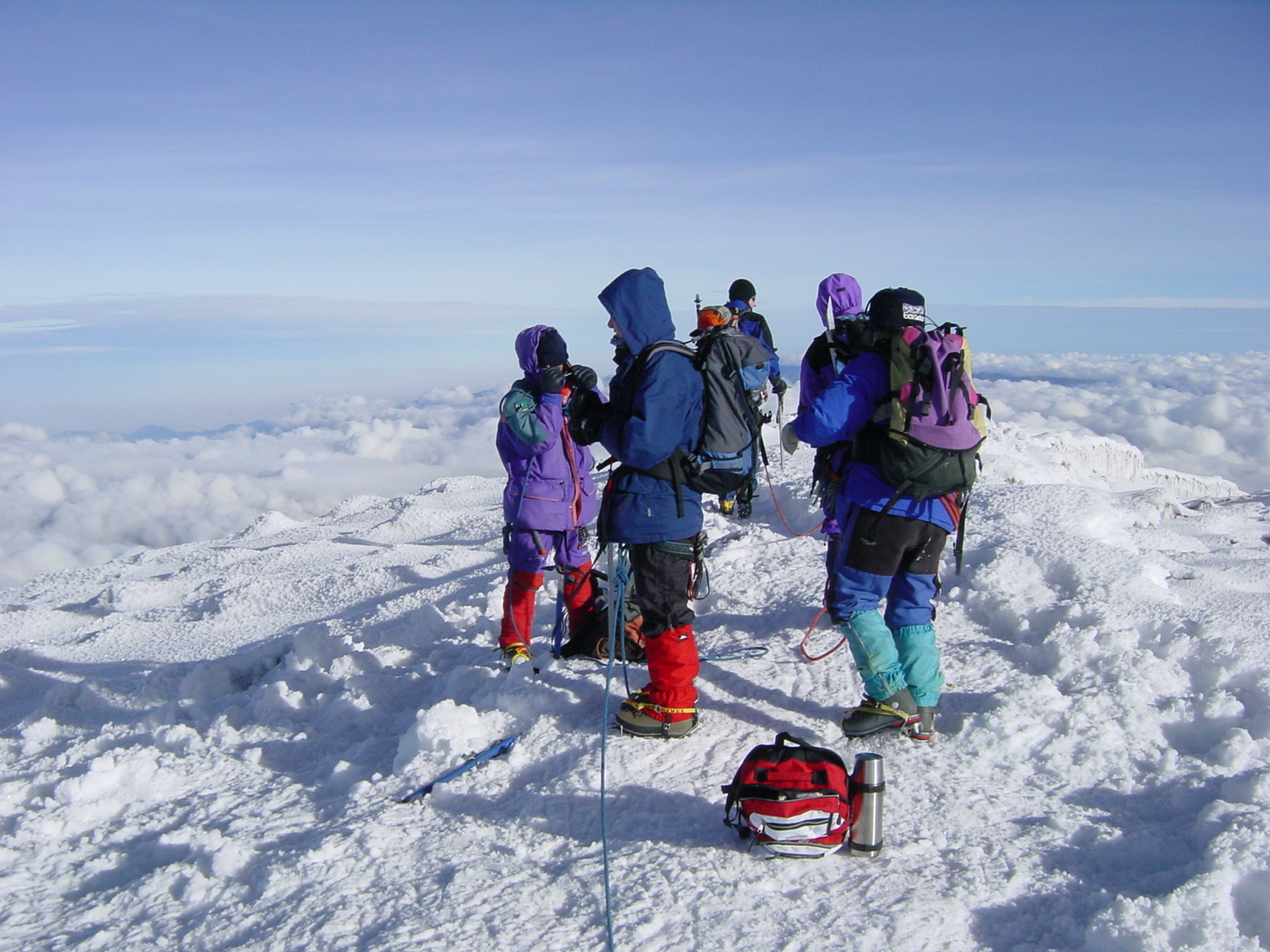
Vrcholek s horolezci
Státní znak Ekvádoru